# Nowa Partia Sakigake
Nowa Partia Sakigake – japońska partia polityczna założona 22 czerwca 1993 r. przez Masayoshiego Takemurę. 
Powstała na skutek rozłamu w Partii Liberalno-Demokratycznej. Skupiała głównie byłych polityków prawicowych i konserwatywnych. Jednym z głównych jej celów działania było promowanie ekologii i modernizacja. W 1998 r. zmieniła nazwę na Sakigake. W 2002 r. ponownie zmieniła nazwę na Midori no kaigi. Ze względu na to, że wyborach nie uzyskała żadnego poparcia, w dniu 22 lipca 2004 r. została rozwiązana.